# Ushpayacua ureophila
Ushpayacua ureophila är en tvåvingeart som beskrevs av Townsend 1928. Ushpayacua ureophila ingår i släktet Ushpayacua och familjen parasitflugor.
Artens utbredningsområde är Peru. Inga underarter finns listade i Catalogue of Life.